# 朴響林
朴 響林（パク・ヒャンリム、박향림、1921年1月31日 - 1946年2月8日）は、おもに日本統治時代の朝鮮で活動した歌手。朴貞林（パク・ジョンリム、박정림）という芸名も用いた。

## 生涯
咸鏡北道鏡城郡鏡城温泉付近で生まれた。母は飲食店を経営しており、朴響林は元山府の楼氏女子高等普通学校に通って、卒業後はしばらく金融組合で働いていた。
1937年秋、人気作曲家の朴是春が加わっていたオーケーレコードのオーケー演奏団（오케연주단）が地方巡業で来演した際、歌手志望だった朴響林は演奏団を訪ね、歌を歌って見せたが、社長である李哲が反対したため抜擢されなかった、という逸話がある。
朴響林は上京し、オーケレコードの競合他社であるタイヘイレコードを訪ねて歌手としてデビューを果たし、朴英鎬の「청춘극장（仮訳：青春劇場）」と「서커스 걸（仮訳：サーカス・ガール）」で初めて名を知られるようになった。以後、コロムビアレコードに迎え入れて朴響林の名義で複数のヒット曲を発表した。この時期の代表的な歌としては庶民的な内容を盛り込んだ漫謡で、朴響林の鼻音がよく似合う「오빠는 풍각쟁이（仮訳：お兄さんは門付け）」、金海松とデュエットした「전화일기（仮訳：電話日記）」がある。
コロムビアレコードで大きな人気を得た朴響林は、最初は拒絶されたオーケーレコードにスカウトされ、「코스모스 탄식（仮訳：コスモス嘆息）」や「순정특급（仮訳：純情特急）」といったヒット曲を発表し続けた。ユニークな声と優れた技巧で、漫謡、ジャズ、ブルースを得意とした。当時、活動していた女性歌手の中で、最も都会的で溌剌とした雰囲気の歌を歌い、野心的で正確な歌唱が特徴だった。
太平洋戦争中、李哲とオーケーレコードは、親日歌謡普及に動員され、朴響林も、天皇の兵丁になるのが願いで血書を書いてまで志願する、という内容の「혈서지원（血書志願〉」のような軍国歌謡を歌ったことがあった。人気歌手の南仁樹、百年雪と共に歌ったこの歌のため、光復後、すでに朴響林が死亡していた後に、金承学がまとめた親日派名簿に、血書志願者と誤って表記されて、名簿に含まれた。「血書志願」のほかにも「진두(陳頭)의 남편（仮訳：陳頭の夫）」「총후(銃後)의 자장가（仮訳：総後の子守唄）」、「화랑（仮訳：花郞）」などの軍国歌謡を歌ったことが分かっている。
1946年に出産した直後、江原道洪川郡で開かれた公演に参加したが、産褥病を発病して夭折した。その年の7月には、東洋劇場で、朴英鎬が追悼の辞を読んで、朴響林追悼公演が開かれた。